# 슈퍼스타 차이나
《슈퍼스타 차이나》(중국어: 我的中国星)는 2013년 중국에서 방영된 노래 경연 프로그램으로, 대한민국의 텔레비전 프로그램 《슈퍼스타K》의 리메이크 버전이다. 주쟈쟈가 우승을 차지했다.